# مخروط بركاني

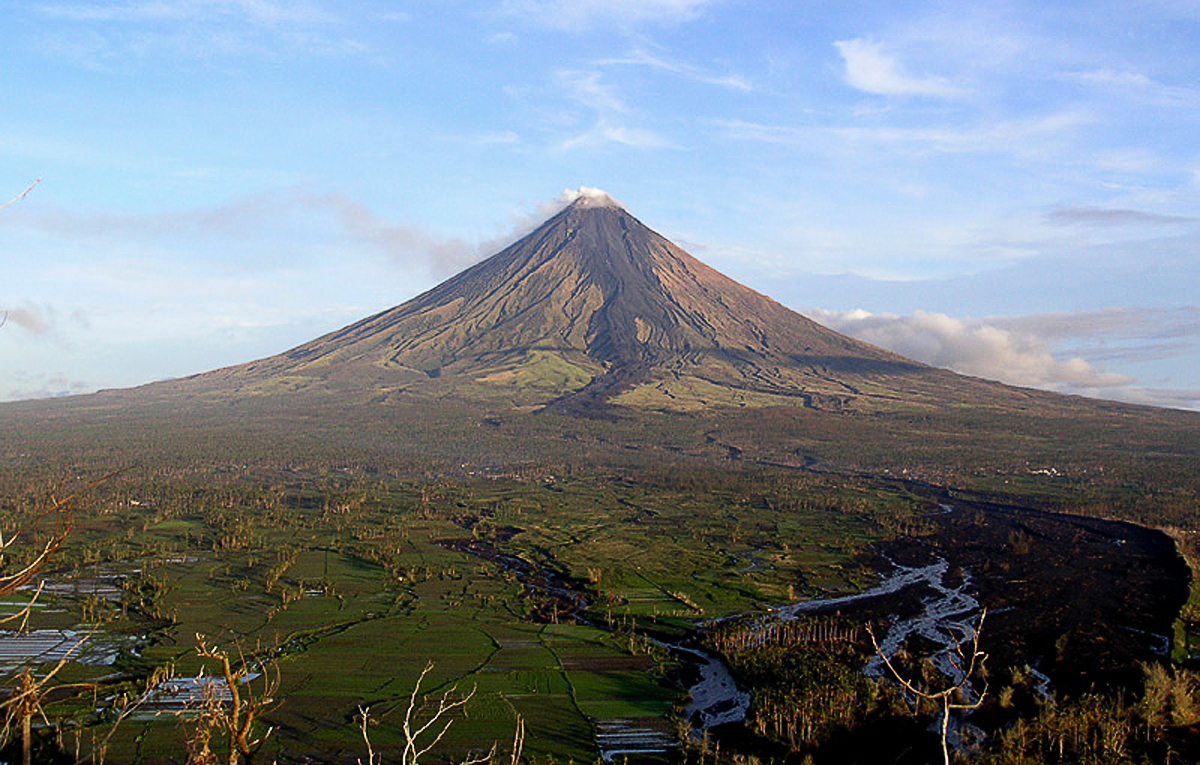
بركان مايون في الفلبين.

يعد المخروط البركاني من أبسط التكوينات البركانية. وتتكون تلك المخروطات من خلال المقذوفات الصادرة من فوهة البركان التي تتراكم حول الفوهة في شكل مخروط، مع وجود فوهة مركزية. وللمخروط البركاني أنواع مختلفة تعتمد على طبيعة وحجم الشظايا المقذوفة أثناء الثوران، ومن الأنواع التي يتم تمييزها عادةً مخروط رشاش، ومخروط الرماد، ومخروط التوف، ومخروط الجفاء.

## طبقات المخروط

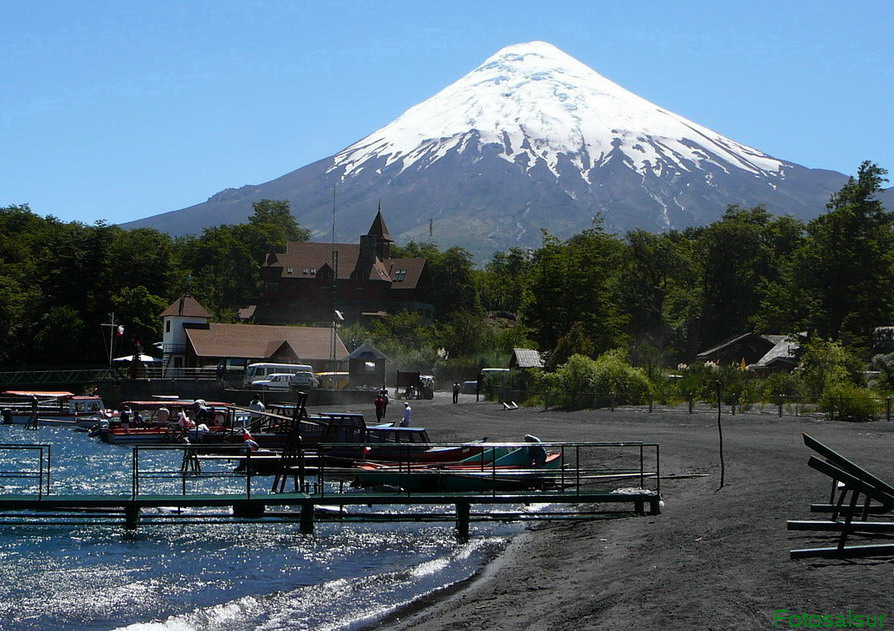
بركان أوسرونو في تشيلي يعد نموذجًا لـ طبقات المخروط التي تشكلت جيدًا.

طبقات المخروط هي تكوينات مخروطية كبيرة تتراكم حول فوهة البركان الأنبوبية الأساسية نتيجة أكثر من ثوران بركاني واحد، ويمكن أن تكون تلك الطبقات جبالاً شاهقة، وتتميز بطبقات مميزة من تدفقات الحمم.

## المخروط الرشاش

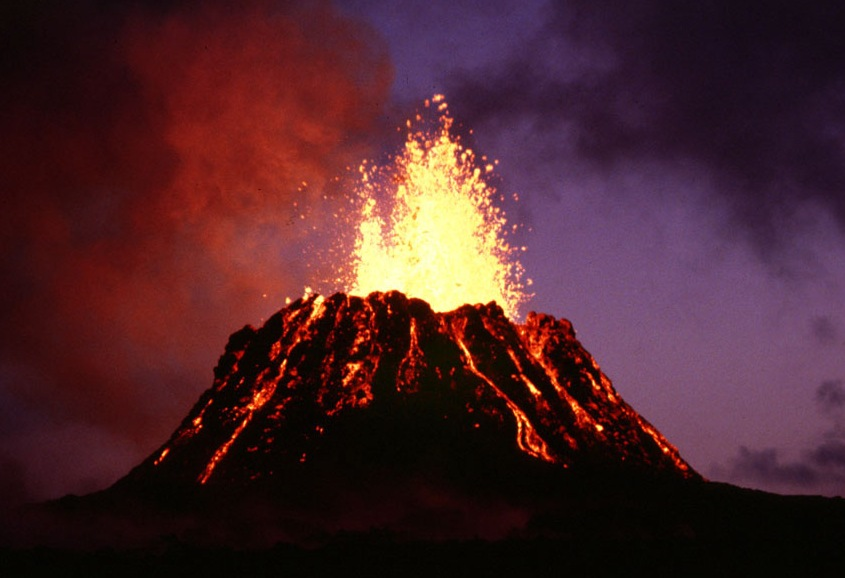
مخروط بركان رشاش وجفاء على جبل كيلياوا، في هاواي

يتكون المخروط الرشاش من الحمم الذائبة المقذوفة من الفوهة التي تشبه الحلوى إلى حد ما. وتقسم الغازات المتمددة في الحمم الصخور السائلة، وتحولها إلى كتل غير متناسقة تهوي إلى الأرض، وتكون كومة حول الفوهة. وتتناثر الصخور التي لا زالت سائلة جزئيًا أسفل وفوق جوانب التل الناشئ، ويطلق عليها اسم الرشاش. فالأحجار الرشاشة لا تكون صلبة تمامًا عندما تستقر على الأرض، وتكون الرواسب الفردية غير متناسقة تمامًا من حيث الشكل وتنصهر معًا بينما هي تبرد، وبهذه الطريقة فهي تختلف عن الجفاء والرماد. وعادةً ما تتكون المخروطات الرشاشة في البراكين ذات الحمم شديدة السيولة، مثل تلك الموجودة في جزر هاواي. والأحجار الرشاشة التي تكون المخروط إما أن تكون متلاصقة أو متلاحمة، ويقصد بمتلاصقة أن الأحجار الرشاشة الفردية تقف واحدة فوق الأخرى مع حدوث درجة أقل من الالتحام، بينما الأحجار الرشاشة المتلاحمة فتكون سائلة تقريبًا عندما تستقر على الأرض ومن ثم تتلاحم بسهولة.

## مخاريط الرماد ومخروط التوف
يتكون مخروط الرماد من جسيمات من الطمي في حجم الرمال، وتنتج الثورات التفجيرية فوهة حيث تتفاعل الحمم مع المياه الجوفية أو البحر (مثلما هو الحال في الثوران بعيدًا عن الساحل) بخارًا يطلق عليه اسم الجوفي. ويؤدي التفاعل بين الحمم والبخار المتمدد والغازات البركانية إلى قذف جسيمات صغيرة في أغلبها يطلق عليها اسم الرماد. ويتميز الرماد المتساقط بتناسق الطحين. ويكون الرماد غير الموحد مخروطًا رماديًا يتحول إلى مخروط توف أو حلقة توف بمجرد تواجد الرماد (انظر أيضًا توف). إن الفوهة المنبسطة المسطحة التي يرى العلماء أنها تكونت فوق فجوات أنبوبية بركانية نتيجة التمدد العنيف للغاز الحممي أو البخار؛ وقد تنكشف الفجوة الأنبوبية البركانية نتيجة التعرية العميقة.
من أمثلة مخروط توف بركان دايموند هيد في وايكيكي في هاواي.

## مخروط الجفاء

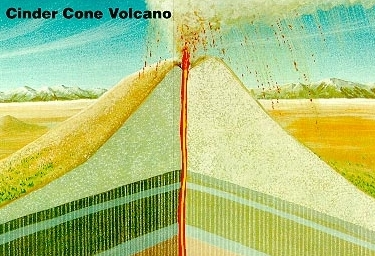
مخروط الجفاء

إن مخروط الجفاء أو مخروط الخبث عبارة عن مخروط بركاني ينشأ كليًا تقريبًا من الشظايا البركانية الرخوة التي يطلق عليها الجفاء (حجر الخفاف أو صخر بركاني فتاتي أو تفرا). ويتكون هذا المخروط من جسيمات وشظايا من الحمم المتجمدة المقذوفة من فوهة واحدة، وعند قذف الحمم المحملة بالغاز قذفًا عنيفًا في الهواء، فإنها تنكسر إلى شظايا صغيرة تتصلب وتسقط كجفاء حول الفوهة لتكوين مخروط دائري أو بيضاوي، وتتميز معظم مخاريط الجفاء بـ فوهة على القمة.
نادرًا ما يزيد ارتفاع مخاريط الجفاء عن 300 إلى 750 مترًا أو ما يقرب من ذلك عما يحيط بها، ونظرًا لكونها غير متحدة، فإنها تميل إلى التآكل بسرعة ما لم تحدث ثورات بركانية أخرى سريعًا. وهناك عدد كبير من مخاريط الجفاء في غربي أمريكا الشمالية وكذلك في المناطق البركانية الأخرى في العالم. بركان باريكوتين, مخروط الجفاء المكسيكي الذي نشأ في حقل ذرة يوم 20 يناير عام 1943, وفوهة "صن ست" شمالي الأريزونا في جنوب غرب الولايات المتحدة من الأمثلة الكلاسيكية على مخروط الجفاء، مثلها مثل البراكين القديمة في نيو  ميكسيكو في النصب التذكاري لنقوش ما قبل التاريخ.

## مخروط عديم الجذر
سمي المخروط عديم الجذر بهذا الاسم نتيجة عدم وجود مدد مباشر له من الحمم من داخل الأرض، بل تتغذى بدلاً من ذلك على الحمم المتدفقة. وتتكون المخاريط عديمة الجذور أيضًا من الصهارة عندما تتدفق فوق الرسوبيات الرطبة، ثم تفتح تفجيرات البخار القشرة الأرضية في الصهارة، وتتدفق بما يسمح بقذف الأحجار الرشاشة أو التوف أو الجفاء.